# Cadillac Model L
Der Cadillac Model L ist ein 1906 gebautes Modell des US-amerikanischen Autoherstellers Cadillac.
Auf dem Model L basierten die Cadillac-Modelle Model G und Model H.

## Model L (1906)
Nach dem nur 1905 angebotenen Model D lancierte Cadillac 1906 mit dem Model L erneut ein Vierzylindermodell, das das ansonsten aus einzylindrigen Fahrzeugen bestehende Modellprogramm nach oben hin abrundete und ergänzte.
Beim Model L handelte es sich um eine technisch leicht veränderte Version des Vorjahres-Model D auf längerem Radstand (279,4 cm) und mit aufgebohrtem Vierzylinder-Reihenmotor; dessen Bohrungs- und Hubmaße (127 × 127 mm) entsprachen exakt den Werten des von Cadillac in den übrigen Modellen verwendeten Einzylinders. Lieferbar war der Model L als offener Tourenwagen sowie – als erster Cadillac – auch als geschlossene siebensitzige Limousine mit vier sich gegenüberliegenden Plätzen im Fond und überdachter, aber türen- und fensterloser vorderer Sitzbank. Der Model L blieb nur ein Jahr lang in Produktion und entstand in nicht genau bekannter, aber geringer Stückzahl.

## Model H (1906–1908)
Auf der Technik des Model L, aber einem kürzeren Radstand von 260 cm basierte der Model H. Diese Variante war als zweisitziger offener Runabout, viersitziger offener Tourenwagen und als geschlossenes Coupé mit zwei Sitzplätzen erhältlich. Der Motor stammte aus dem Model D. Preislich lag es über 1000 Dollar unter dem Model L. 1907 kam, nach der Einstellung des Model L, eine geschlossene Limousinen-Version in das Model-H-Programm. 1908 entfiel das Coupé.

## Model G (1907–1908)
Das im Jahr 1907 eingeführte Model G besaß einen komplett neuen, 20 PS leistenden Vierzylindermotor (Bohrung × Hub: 101,6 × 114,3 mm) und war unterhalb des Model H angesiedelt (worauf schon der Name hinwies). Angeboten wurden ein fünfsitziger Tourenwagen und ein offener Runabout mit zwei Sitzplätzen, dieser auf Wunsch auch mit Notsitz im Heck. 1908 kam der Motor nach einer neuen Norm auf 25 statt 20 PS. Zudem gab es nun auch den Model G als Limousine.

## Übersicht
| Modell  | Hubraum (cm³) | Leistung (PS) | Radstand (cm) | Länge (cm)    | Leergewicht (kg) | Preis (US-$) | Stückzahl |
| ------- | ------------- | ------------- | ------------- | ------------- | ---------------- | ------------ | --------- |
| Model L | 6436          | 40            | 279,4         | 403,9–411,5   | 1291–1631        | 3750–5000    | unbekannt |
| Model H | 4928          | 30            | 259,1         | nicht bekannt | 1087–1133        | 2400–3600    | 509       |
| Model G | 3707          | 20–25         | 254           | nicht bekannt | nicht bekannt    | 2000–3000    | 1030      |